# Anopheles gambiae
Anopheles gambiae er en stikmyg, der lever i de tropiske og subtropiske egne. Den lever dermed også i områder, hvor sygdommen malaria er udbredt. Myggen kan bære sygdommen med sig, når den har stukket nogen, hvorefter den vil komme til at smitte den næste, der stikkes. Anopheles gambiae, sammen med andre såkaldte malariamyg af slægten Anopheles som f.eks. Anopheles claviger fra Europa og Nordafrika, smitter på denne måde millioner af mennesker årligt, hvoraf flere hundredtusinder dør. Ifølge WHO's malariarapport for 2012 var tallet dette år ca. 650.000 døde.
For tiden lever ca. 40 % af Jordens befolkning i et område, hvor der er risiko for smitte med malaria. Som følge af den globale opvarmning vurderer FN's klimapanel, at dette tal i løbet af de kommende år vil stige til ca. 60 % i takt med, at malariamyggens levevilkår forbedres.